# Satin grenadine
Satin Grenadine est un roman de littérature jeunesse écrit par Marie Desplechin. Il a été publié en 2004 aux éditions Médium (l'école des loisirs). 

## Résumé de l'histoire
« Lucie est persuadée qu'au XXe siècle, les demoiselles de la bonne bourgeoisie parisienne auront le droit de courir toutes nues, d'aller à la messe en cheveux, de parler à table et même, qui sait ?, de s'instruire et de ne pas se marier.  À quoi bon vieillir, sinon ?
Le problème, c'est que nous ne sommes qu'en 1885 et qu'à treize ans, la seule éducation qu'une jeune fille comme Lucie est censée recevoir consiste à savoir tenir une maison pour devenir une épouse accomplie. »

Dans le contexte social français de la fin du XIXe siècle, ce roman raconte l'histoire d'une toute jeune fille issue d'un milieu bourgeois fasciné par la noblesse. Fort peu soucieuse des enjeux sociaux qui règlent la vie de ses parents, Lucie laisse voguer sa vie au gré de ses humeurs et de ses rencontres qui vont la mener au cœur des bouleversements sociaux contemporains.

## Les personnages
Lucie : jeune fille de treize ans issue de la bourgeoisie. Elle a un grand frère se nommant Achille fort ennuyeux qu'elle rêve de marier pour l'éloigner de la maison. 
Marceline : Il s'agit de la cousine éloignée de Lucie. Après la mort de ses parents, elle a été envoyée au couvent jusqu'à ce que les parents de Lucie la prennent à leur service en tant que gouvernante de la jeune fille. 
Jacques d'Argenton de Nevers :  c'est un jeune garçon de seize ans que Lucie a rencontré au parc lors d'une de ses promenades quotidiennes. Ce dernier a une constitution fragile qui l'empêche d'étudier au lycée et le contraint à des activités limitées. Sa famille descend en ligne directe des rois de France.